# San Muñoz (kommunhuvudort)
San Muñoz är en kommunhuvudort i Spanien.   Den ligger i provinsen Provincia de Salamanca och regionen Kastilien och Leon, i den centrala delen av landet, 210 km väster om huvudstaden Madrid. San Muñoz ligger 782 meter över havet och antalet invånare är 316.
Terrängen runt San Muñoz är platt. Runt San Muñoz är det mycket glesbefolkat, med 4 invånare per kvadratkilometer. Närmaste större samhälle är La Fuente de San Esteban, 11,2 km väster om San Muñoz. Trakten runt San Muñoz består i huvudsak av gräsmarker.